# Powiat Neutomischel
Powiat Neutomischel (niem. Kreis Neutomischel, pol. powiat nowotomyski) – niemiecki powiat istniejący w okresie od 1887 do 1919 r. na terenie prowincji poznańskiej.
Powiat Neutomischel utworzono w 1887 r. z zachodniej części powiatu Buk. W 1918 r. w prowincji poznańskiej wybuchło powstanie wielkopolskie przeciwko rządom niemieckim i powiat znalazł się pod kontrolą powstańców. W ramach traktatu wersalskiego z 1919 r. terytorium powiatu Neutomischel wraz ze Zbąszyniem z powiatu Meseritz trafiło w 1920 r. do polskiego powiatu nowotomyskiego. W czasie II wojny światowej niemieckie władze okupacyjne utworzyły w okupowanej Wielkopolsce powiat Neutomischel, który od 1941 r. funkcjonował pod nazwą Neutomischel (Wartheland). W 1945 r. Armia Czerwona zajęła Wielkopolskę, a teren przejęła administracja polska.
W 1910 r. powiat obejmował 72 gminy o powierzchni 523,00 km² zamieszkanych przez 34.292 osób.